# Smögens missionskyrka
Smögens missionskyrka är en frikyrka på centrala Smögen med ca 120 medlemmar, tillhörande trossamfundet Equmeniakyrkan.

## Historia
Den 1 augusti 1879 bildades Smögens missionsförsamling, som då var den första frikyrkoförsamlingen i Bohuslän, med namnet Guds församling på Smögen. Med hjälp av frivilliga insamlingar kunde det första församlingshuset stå klart redan 1880. Det första missionsmötet hölls 1882, och samma år anslöt sig 54 personer till församlingen.
1907 stod kyrkobyggnaden klar, precis på centrala Smögen. 1958 byggdes stora salen i kyrkan om, och i mitten på 1980-talet genomgick kyrkan en större ombyggnad.